# Pasquale Marino
Pasquale Marino (Marsala, 13 luglio 1962) è un allenatore di calcio ed ex calciatore italiano, di ruolo centrocampista.

## Carriera

### Giocatore
Cresciuto nelle giovanili del Marsala, con cui ha giocato quattro stagioni in Serie C2, nella stagione 1984-1985 passò all'Akragas, in Serie C1. Nel 1986-1987 viene acquistato dal Siracusa, con cui ha giocato tre stagioni ottenendo nel 1988-1989 la promozione in Serie C1.
Dopo tre stagioni con la Battipagliese, nel 1992-1993 ha giocato per l'ultima volta in Serie C1, con il Potenza. La stagione successiva ha militato nel Campionato Nazionale Dilettanti con il Messina e infine ha chiuso la carriera nel 1997 dopo tre stagioni nel Catania, squadra con la quale ottenne pure una Promozione dal CND (poi Serie D), alla Serie C2 nella stagione 1994-1995. Nel 1989-1990 ha militato nella Battipagliese insieme a Massimo Mezzini, poi divenuto suo vice allenatore.

### Allenatore

#### Inizi
Appena conclusa la stagione 1996-1997 come calciatore del Catania, Marino ha iniziato ad allenare nel Campionato Nazionale Dilettanti, al Milazzo (ricoprendo però inizialmente il doppio ruolo di allenatore e giocatore) ottenendo nel 1997-1998 un secondo posto e nel 1998-1999 un nono posto. Nel 1999-2000 è passato al Ragusa (6º posto, sempre nel C.N.D.), mentre nel 2000-2001 è stato assunto dal Paternò, con cui ha ottenuto due promozioni consecutive dalla Serie D alla Serie C1.

#### Foggia, Arezzo e Catania
Nel 2002-2003 è passato al Foggia e ha ottenuto nuovamente la promozione in Serie C1. Mantenuta la categoria sempre con il Foggia nel 2003-2004 (9º posto), nel 2004-2005 è stato ingaggiato dall'Arezzo, in Serie B, venendo esonerato nel corso del girone di ritorno dopo 5 sconfitte nelle ultime 6 giornate, e sostituito da Marco Tardelli; richiamato, ha concluso la stagione al 14º posto, salvandosi all'ultima giornata. Nel 2005-2006 tornò al Catania, questa volta da allenatore, e in quanto la squadra arrivò seconda conquistò la promozione diretta in Serie A, in cui i siculi mancavano da 23 anni, mentre l'anno successivo mantenne la massima serie alla fine di un campionato culminato con lo scontro salvezza Catania-Chievo, vinto per 2-0 dagli etnei.

#### Udinese e Parma
Al termine della stagione diventò l'allenatore dell'Udinese, prendendo il posto di Alberto Malesani, riportando la squadra friulana in Europa dopo due anni di assenza arrivando settimo con 57 punti, frutto di 16 vittorie, 9 pareggi e 13 sconfitte.
Nella stagione successiva, l'Udinese arriva fino ai quarti di finale di Coppa UEFA, in campionato conquista la vetta della classifica alla nona giornata, ma poi totalizza solo 3 punti nelle seguenti 11 partite e l'allenatore siciliano rischia l'esonero. Dopo la conferma di Marino dal patron Pozzo, la squadra si riprende e fa 7 vittorie nelle ultime 8 partite della stagione concludendo al settimo posto con 58 punti a ridosso della zona UEFA Europa League. Per la cronaca, in quella stagione, la settima posizione non garantiva l'accesso in Europa a causa della vittoria della Lazio (classificata decima) in Coppa Italia. Il 22 dicembre 2009 viene ufficializzato il suo esonero dall'incarico di allenatore dell'Udinese, e il suo posto venne preso da Gianni De Biasi. Tuttavia il 21 febbraio 2010 viene richiamato alla guida tecnica della squadra. La decisione della società è di tenerlo fino a fine stagione; infatti, dopo aver ottenuto la salvezza matematica con l'Udinese a 2 gare dal termine, dichiara che lascerà la società friulana a fine stagione dopo 3 anni. Termina la stagione al 15º posto con 44 punti (38 fatti da Marino) e il 24 maggio gli subentra Francesco Guidolin; il 1º giugno risolve consensualmente il contratto. 
Il 2 giugno successivo firma un contratto annuale con il Parma dal quale viene esonerato il 3 aprile 2011, con la squadra quart'ultima in classifica in seguito alla sconfitta interna per 1-2 rimediata con il Bari ultimo.

#### Genoa
Il 22 dicembre 2011 venne assunto dal Genoa come allenatore della prima squadra firmando un contratto fino al 2013 al posto di Alberto Malesani. Il 2 aprile 2012, dopo la sconfitta per 5-4 in casa dell'Inter, venne esonerato dopo aver ottenuto, in 14 gare, 3 vittorie, 4 pareggi e 7 sconfitte, con la squadra quintultima in classifica che non vinceva da 2 mesi, e al suo posto viene richiamato Malesani.

#### Pescara

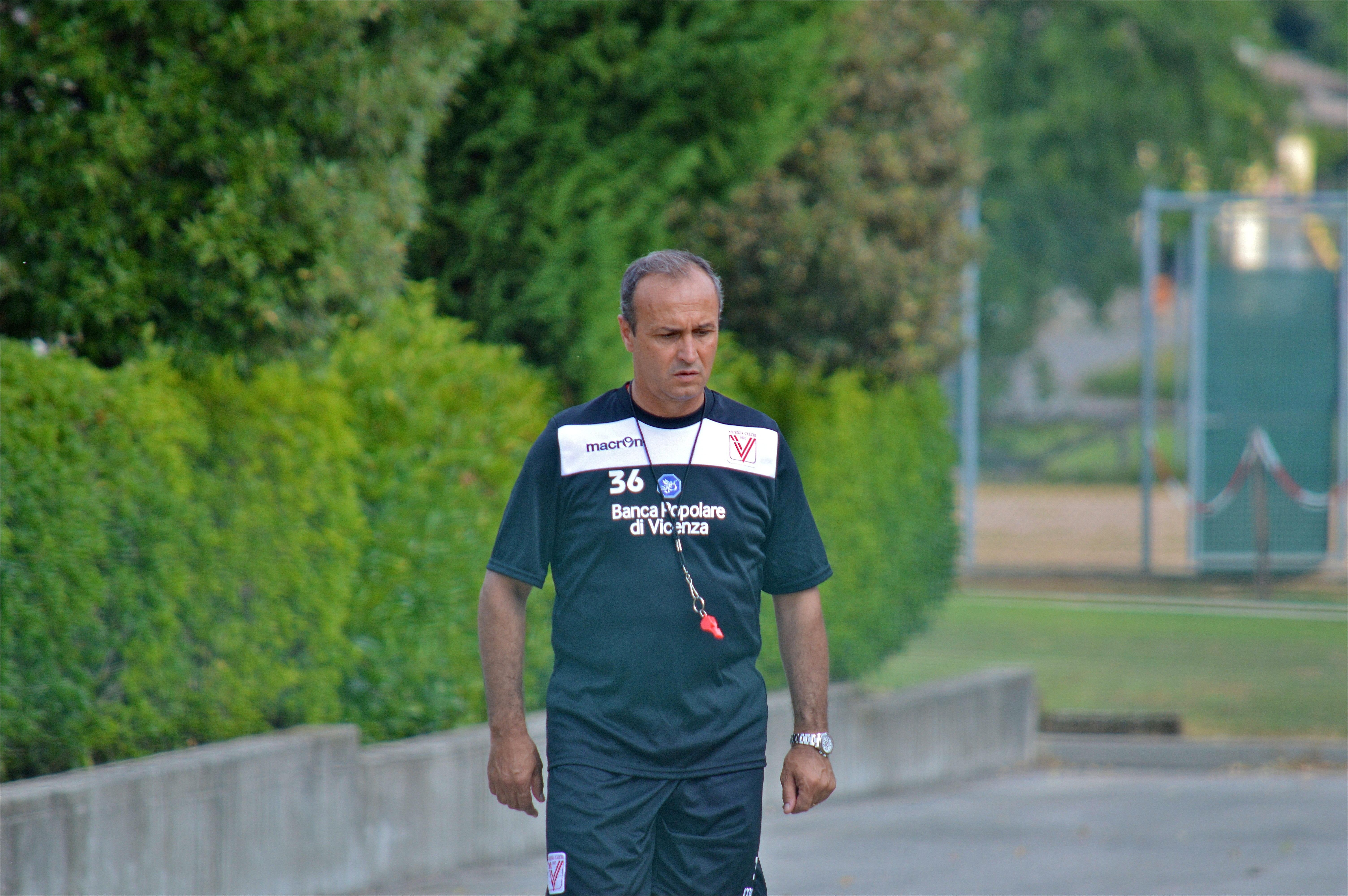
Marino nella seconda stagione al Vicenza

Il 7 giugno 2013 venne scelto come nuovo allenatore del Pescara, appena retrocesso in Serie B, andando a sostituire per la stagione 2013-2014 il tecnico Cristian Bucchi: firma un contratto biennale con opzione per il terzo anno a 300.000 euro più bonus. Fece il suo esordio l'11 agosto 2013 nel secondo turno di Coppa Italia battendo in casa il Pordenone per 1-0 e il 17 agosto, nel terzo turno, batte in trasferta il Torino per 2-1. Venne esonerato il 22 febbraio 2014, dopo la sconfitta contro il Bari, venendo sostituito da Serse Cosmi.

#### Vicenza e Frosinone
Nella stagione seguente, esattamente il 30 ottobre 2014, viene chiamato a sostituire Giovanni Lopez sulla panchina del L.R. Vicenza che si trovava 20º in Serie B, dopo l'undicesima giornata. Raggiunge la matematica salvezza con 10 giornate di anticipo e nel finale di stagione si contende con Frosinone e Bologna il secondo posto (valevole per la promozione diretta in serie A). Con i biancorossi chiude il campionato regolare al terzo posto, garantendosi il diritto a disputare la semifinale dei play-off (persa contro il Pescara). L'11 giugno 2015 annuncia l'addio al club vicentino, nonostante la società gli abbia garantito un prolungamento del contratto fino al 2018 (il rapporto in essere era valido fino al 2016) ed un adeguamento dell'ingaggio. 
Malgrado sembri prossimo a firmare con il Catania, l'accordo salta a causa dello scandalo che coinvolge la squadra etnea. Marino (disposto comunque a rescindere con il Vicenza, che nel frattempo aveva contattato diversi possibili nuovi allenatori), viene nuovamente convocato dalla società veneta, che gli offre il progetto tecnico che desiderava e il 25 giugno trova l'accordo con il tecnico valido fino al 2017. Il 14 marzo 2016, con la squadra al ventesimo posto in classifica, viene esonerato. Il 3 giugno seguente rescisse il contratto con la società biancorossa. Tre giorni dopo diventa il nuovo tecnico del Frosinone, con cui firma un contratto annuale. Nonostante la positiva stagione conclusasi con il terzo posto a pari punti con il Verona, la squadra esce alle semifinali dei play-off contro il Carpi. Dopo aver pareggiato per 0-0 in trasferta all'andata, al ritorno la squadra viene infatti sconfitta per 0-1 al Matusa. Il tecnico annuncia dunque le proprie dimissioni.

#### Brescia, Spezia e parentesi al Palermo
Il 12 ottobre 2017 viene chiamato sulla panchina del Brescia al posto dell'esonerato Roberto Boscaglia. Il 15 gennaio 2018, dopo 3 vittorie, 4 pareggi e 6 sconfitte in 13 partite, viene esonerato e sostituito dal rientrante Boscaglia.
Il 20 giugno 2018 viene annunciato come nuovo allenatore dello Spezia. Porta la squadra ligure al sesto posto in classifica, con successiva eliminazione ai play-off per mano del Cittadella (1-2). Il 30 maggio 2019 lascia lo Spezia di comune accordo con la società.
Il 7 giugno 2019 firma un contratto biennale con il Palermo. Tuttavia, a seguito della mancata iscrizione della squadra siciliana al successivo campionato di Serie B per inadempienze finanziarie, la quale sarà costretta a ripartire dalla Serie D, il contratto del tecnico marsalese viene di fatto interrotto ancor prima di iniziare il raduno estivo precampionato.

#### Empoli, SPAL e Crotone
Il 26 gennaio 2020 sostituisce Roberto Muzzi sulla panchina dell'Empoli, legandosi ai toscani fino al termine della stagione. Al debutto vince per 3-1 contro il Crotone e dopo altre 3 vittorie il 29 febbraio arriva la prima sconfitta, contro il Pordenone. Con 9 vittorie, 3 pareggi e 5 sconfitte, ottiene il settimo posto, posizione utile per disputare i play-off, vincendo all'ultima giornata il derby con il Livorno per 0-2 all'Armando Picchi, in quella che è stata la prima vittoria dell'Empoli in casa del Livorno in tutta la sua storia. Nei playoff i toscani vengono eliminati al turno preliminare dal Chievo per via del miglior piazzamento in classifica dei veneti, dopo aver pareggiato la gara per 1-1 (oltre al fatto che gli azzurri hanno sbagliato ben due rigori). L'11 agosto 2020 in comune accordo con la società, rescinde il proprio contratto che lo legava al club toscano.
Il giorno seguente viene nominato nuovo tecnico della SPAL, neoretrocessa in Serie B. Viene esonerato il 16 marzo 2021 e sostituito da Massimo Rastelli.
Il 29 ottobre 2021 viene scelto come nuovo allenatore del Crotone, terzultimo in Serie B con 7 punti in 10 gare, subentrando all'esonerato Francesco Modesto e sottoscrivendo un contratto fino al termine della stagione con la squadra calabrese. Il 10 dicembre viene esonerato con la squadra ancora terzultima avendo raccolto, in 7 gare, un pareggio e 6 sconfitte delle quali 5 sono consecutive.

#### Bari e Salernitana
Dopo quasi due anni d'inattività, il 9 ottobre 2023 viene nominato nuovo tecnico del Bari, in Serie B; subentra sulla panchina biancorossa all’esonerato Michele Mignani, rilevando la squadra al 12º posto in classifica. Dopo il pareggio con il Modena al debutto per 1-1, il 29 ottobre seguente arriva la prima vittoria contro il Brescia per 1-2. Il 5 febbraio 2024 viene esonerato dopo 2 sconfitte consecutive e con la squadra al 15º posto. In 14 partite sulla panchina biancorossa ha collezionato 4 vittorie, 5 pareggi e altrettante sconfitte.
Il 7 aprile 2025 viene nominato nuovo tecnico della Salernitana, con la squadra in quel momento al penultimo posto in Serie B con 30 punti a 6 giornate dal termine, con cui sottoscrive un contratto fino al termine della stagione. Con 2 sconfitte e 4 vittorie, di cui l'ultima contro il Cittadella decisiva, conduce la squadra al diciassettesimo posto in classifica, che vale l'accesso al play-out inizialmente previsto contro il Frosinone, però, dopo la penalizzazione di 4 punti inflitta al Brescia (che retrocede matematicamente da terzultimo), la Salernitana si ritrova ad affrontare la Sampdoria quartultima. Dopo aver perso i play-out con una doppia sconfitta non viene rinnovato per la stagione successiva.

## Statistiche

### Statistiche da allenatore
Statistiche aggiornate al 22 giugno 2025. In grassetto le competizioni vinte.
| Stagione            | Squadra         | Campionato      | Campionato | Campionato | Campionato | Campionato | Coppe nazionali | Coppe nazionali | Coppe nazionali | Coppe nazionali | Coppe nazionali | Coppe continentali | Coppe continentali | Coppe continentali | Coppe continentali | Coppe continentali | Altre coppe | Altre coppe | Altre coppe | Altre coppe | Altre coppe | Totale | Totale | Totale | Totale | % Vittorie | Piazzamento       |
| Stagione            | Squadra         | Comp            | G          | V          | N          | P          | Comp            | G               | V               | N               | P               | Comp               | G                  | V                  | N                  | P                  | Comp        | G           | V           | N           | P           | G      | V      | N      | P      | %          | Piazzamento       |
| ------------------- | --------------- | --------------- | ---------- | ---------- | ---------- | ---------- | --------------- | --------------- | --------------- | --------------- | --------------- | ------------------ | ------------------ | ------------------ | ------------------ | ------------------ | ----------- | ----------- | ----------- | ----------- | ----------- | ------ | ------ | ------ | ------ | ---------- | ----------------- |
| 1997-1998           | Milazzo         | CND             | 34         | 20         | 10         | 4          | CI-Dil.         | 4               | 2               | 1               | 1               | -                  | -                  | -                  | -                  | -                  | -           | -           | -           | -           | -           | 38     | 22     | 11     | 5      | 57,89      | 2º                |
| 1998-1999           | Milazzo         | CND             | 34         | 10         | 12         | 12         | CI-Dil.         | 2               | 0               | 1               | 1               | -                  | -                  | -                  | -                  | -                  | -           | -           | -           | -           | -           | 36     | 10     | 13     | 13     | 27,78      | 9º                |
| Totale Milazzo      | Totale Milazzo  | Totale Milazzo  | 68         | 30         | 22         | 16         |                 | 6               | 2               | 2               | 2               |                    | -                  | -                  | -                  | -                  |             | -           | -           | -           | -           | 74     | 32     | 24     | 18     | 43,24      |                   |
| 1999-2000           | Ragusa          | D               | 34         | 12         | 9          | 13         | CI-D            | 2               | 0               | 0               | 2               | -                  | -                  | -                  | -                  | -                  | -           | -           | -           | -           | -           | 36     | 12     | 9      | 15     | 33,33      | 6º                |
| 2000-2001           | Paternò         | D               | 36+2       | 24+0       | 8+1        | 4+1        | CI-D            | 6               | 2               | 2               | 2               | -                  | -                  | -                  | -                  | -                  | -           | -           | -           | -           | -           | 44     | 26     | 11     | 7      | 59,09      | 1º (prom.)        |
| 2001-2002           | Paternò         | C2              | 34+4       | 17+1       | 12+2       | 5+1        | CI-C            | 4               | 0               | 3               | 1               | -                  | -                  | -                  | -                  | -                  | -           | -           | -           | -           | -           | 42     | 18     | 17     | 7      | 42,86      | 3º (prom.)        |
| Totale Paternò      | Totale Paternò  | Totale Paternò  | 76         | 42         | 23         | 11         |                 | 10              | 2               | 5               | 3               |                    | -                  | -                  | -                  | -                  |             | -           | -           | -           | -           | 86     | 44     | 28     | 14     | 51,16      |                   |
| 2002-2003           | Foggia          | C2              | 34         | 21         | 8          | 5          | CI-C            | 4               | 0               | 0               | 4               | -                  | -                  | -                  | -                  | -                  | -           | -           | -           | -           | -           | 38     | 21     | 8      | 9      | 55,26      | 1º (prom.)        |
| 2003-2004           | Foggia          | C1              | 34         | 11         | 13         | 10         | CI-C            | 6               | 2               | 2               | 2               | -                  | -                  | -                  | -                  | -                  | -           | -           | -           | -           | -           | 40     | 13     | 15     | 12     | 32,50      | 9º                |
| Totale Foggia       | Totale Foggia   | Totale Foggia   | 68         | 32         | 21         | 15         |                 | 10              | 2               | 2               | 6               |                    | -                  | -                  | -                  | -                  |             | -           | -           | -           | -           | 78     | 34     | 23     | 21     | 43,59      |                   |
| 2004-2005           | Arezzo          | B               | 36         | 10         | 14         | 12         | CI              | 3               | 0               | 0               | 3               | -                  | -                  | -                  | -                  | -                  | -           | -           | -           | -           | -           | 39     | 10     | 14     | 15     | 25,64      | Eson., Sub., 14º  |
| 2005-2006           | Catania         | B               | 42         | 22         | 12         | 8          | CI              | 1               | 0               | 1               | 0               | -                  | -                  | -                  | -                  | -                  | -           | -           | -           | -           | -           | 43     | 22     | 13     | 8      | 51,16      | 2º (prom.)        |
| 2006-2007           | Catania         | A               | 38         | 10         | 11         | 17         | CI              | 1               | 0               | 0               | 1               | -                  | -                  | -                  | -                  | -                  | -           | -           | -           | -           | -           | 39     | 10     | 11     | 18     | 25,64      | 13º               |
| Totale Catania      | Totale Catania  | Totale Catania  | 80         | 32         | 23         | 25         |                 | 2               | 0               | 1               | 1               |                    | -                  | -                  | -                  | -                  |             | -           | -           | -           | -           | 82     | 32     | 24     | 36     | 39,02      |                   |
| 2007-2008           | Udinese         | A               | 38         | 16         | 9          | 13         | CI              | 5               | 3               | 1               | 1               | -                  | -                  | -                  | -                  | -                  | -           | -           | -           | -           | -           | 43     | 19     | 10     | 14     | 44,19      | 7º                |
| 2008-2009           | Udinese         | A               | 38         | 16         | 10         | 12         | CI              | 2               | 0               | 2               | 0               | CU                 | 12                 | 6                  | 2                  | 4                  | -           | -           | -           | -           | -           | 52     | 22     | 14     | 16     | 42,31      | 7º                |
| 2009-2010           | Udinese         | A               | 30         | 10         | 8          | 12         | CI              | 1               | 1               | 0               | 0               | -                  | -                  | -                  | -                  | -                  | -           | -           | -           | -           | -           | 31     | 11     | 8      | 12     | 35,48      | Eson., Sub., 15º  |
| Totale Udinese      | Totale Udinese  | Totale Udinese  | 106        | 42         | 27         | 37         |                 | 8               | 4               | 3               | 1               |                    | 12                 | 6                  | 2                  | 4                  |             | -           | -           | -           | -           | 126    | 52     | 32     | 42     | 41,27      |                   |
| 2010-apr. 2011      | Parma           | A               | 31         | 7          | 11         | 13         | CI              | 2               | 1               | 1               | 0               | -                  | -                  | -                  | -                  | -                  | -           | -           | -           | -           | -           | 33     | 8      | 12     | 13     | 24,24      | Eson.             |
| dic. 2011-apr. 2012 | Genoa           | A               | 14         | 3          | 4          | 7          | CI              | 1               | 0               | 0               | 1               | -                  | -                  | -                  | -                  | -                  | -           | -           | -           | -           | -           | 15     | 3      | 4      | 8      | 20,00      | Sub., Eson.       |
| 2013-feb. 2014      | Pescara         | B               | 26         | 9          | 7          | 10         | CI              | 3               | 2               | 0               | 1               | -                  | -                  | -                  | -                  | -                  | -           | -           | -           | -           | -           | 29     | 11     | 7      | 11     | 37,93      | Eson.             |
| ott. 2014-2015      | Vicenza         | B               | 31+2       | 16+0       | 10+1       | 4+1        | CI              | -               | -               | -               | -               | -                  | -                  | -                  | -                  | -                  | -           | -           | -           | -           | -           | 33     | 16     | 11     | 6      | 48,48      | Sub., 3º          |
| 2015-mar. 2016      | Vicenza         | B               | 31         | 6          | 13         | 12         | CI              | 3               | 1               | 1               | 1               | -                  | -                  | -                  | -                  | -                  | -           | -           | -           | -           | -           | 34     | 7      | 14     | 13     | 20,59      | Eson.             |
| Totale Vicenza      | Totale Vicenza  | Totale Vicenza  | 63         | 22         | 24         | 17         |                 | 3               | 1               | 1               | 1               |                    | -                  | -                  | -                  | -                  |             | -           | -           | -           | -           | 67     | 23     | 25     | 19     | 34,33      |                   |
| 2016-2017           | Frosinone       | B               | 42+2       | 21+0       | 11+1       | 10+1       | CI              | 2               | 1               | 0               | 1               | -                  | -                  | -                  | -                  | -                  | -           | -           | -           | -           | -           | 46     | 22     | 12     | 12     | 47,83      | 3º                |
| ott. 2017-gen. 2018 | Brescia         | B               | 13         | 3          | 4          | 6          | CI              | -               | -               | -               | -               | -                  | -                  | -                  | -                  | -                  | -           | -           | -           | -           | -           | 13     | 3      | 4      | 6      | 23,08      | Sub., Eson.       |
| 2018-2019           | Spezia          | B               | 36+1       | 14+0       | 9+0        | 13+1       | CI              | 2               | 1               | 0               | 1               | -                  | -                  | -                  | -                  | -                  | -           | -           | -           | -           | -           | 39     | 15     | 9      | 15     | 38,46      | 6º                |
| gen.-ago. 2020      | Empoli          | B               | 17+1       | 9+0        | 3+1        | 5+0        | CI              | -               | -               | -               | -               | -                  | -                  | -                  | -                  | -                  | -           | -           | -           | -           | -           | 18     | 9      | 4      | 5      | 50,00      | Sub., 7º          |
| 2020-mar. 2021      | SPAL            | B               | 29         | 10         | 12         | 7          | CI              | 5               | 2               | 2               | 1               | -                  | -                  | -                  | -                  | -                  | -           | -           | -           | -           | -           | 34     | 12     | 14     | 8      | 35,29      | Eson.             |
| ott.-dic. 2021      | Crotone         | B               | 7          | 0          | 1          | 6          | CI              | -               | -               | -               | -               | -                  | -                  | -                  | -                  | -                  | -           | -           | -           | -           | -           | 7      | 0      | 1      | 6      | &0,00      | Sub., Eson.       |
| ott. 2023-feb. 2024 | Bari            | B               | 14         | 4          | 5          | 5          | CI              | -               | -               | -               | -               | -                  | -                  | -                  | -                  | -                  | -           | -           | -           | -           | -           | 14     | 4      | 5      | 5      | 28,57      | Sub., Eson.       |
| apr.-giu. 2025      | Salernitana     | B               | 6+2        | 4          | 0          | 2+2        | CI              | -               | -               | -               | -               | -                  | -                  | -                  | -                  | -                  | -           | -           | -           | -           | -           | 8      | 4      | 0      | 4      | 50,00      | Sub., 16º (retr.) |
| Totale carriera     | Totale carriera | Totale carriera | 772        | 306        | 232        | 234        |                 | 59              | 18              | 17              | 24              |                    | 12                 | 6                  | 2                  | 4                  |             | -           | -           | -           | -           | 843    | 330    | 251    | 262    | 39,15      |                   |

## Palmarès

### Giocatore

#### Club

##### Competizioni nazionali
- Campionato italiano Serie C2: 1

Battipagliese: 1989-1990 (girone D)
- Campionato Nazionale Dilettanti: 1

Catania: 1994-1995 (girone I)

### Allenatore

#### Club

##### Competizioni interregionali
- Campionato italiano Serie D: 1

Paternò: 2000-2001 (girone I)

##### Competizioni nazionali
- Campionato italiano Serie C2: 1

Foggia: 2002-2003 (girone C)